# Michajlov (Eslováquia)
Michajlov (em húngaro: Kismihály) é um município da Eslováquia, situado no distrito de Snina, na região de Prešov. Tem 4,67 km² de área e sua população em 2018 foi estimada em 85 habitantes.

## Demografia
| Ano:        | 1994 | 2004   | 2014    | 2024    |
| ----------- | ---- | ------ | ------- | ------- |
| Broj ljudi: | 122  | 112    | 96      | 81      |
| Razlika:    |      | -8,19% | -14,28% | -15,62% |

| Ano:               | 2023 | 2024   |
| ------------------ | ---- | ------ |
| Número de pessoas: | 83   | 81     |
| Diferença:         |      | -2,40% |